# Rainy Day Women No. 12 & 35
Título a ser usado para criar uma ligação interna é Rainy Day Women No. 12 & 35.
"Rainy Day Women #12 & 35" é uma canção de Bob Dylan e a faixa inicial do seu álbum Blonde on Blonde, de 1966. 
A canção é notada pela sua não-usual instrumentação, sendo a única de todo o álbum a apresentar uma banda de metais. A frase "They'll stone you" ("Eles vão chapar você") em todos as linhas dos versos, mais o refrão de "Well, I would not feel so all alone--everybody must get stoned!" ("Bem, eu não me sentiria tão sozinho--todos têm de ficar chapados") também são características marcantes da letra. Na biografia de 1986 feita por Robert Shelton sobre Dylan No Direction Home (não tem relação com o documentário homônimo de Martin Scorsese), relata que a canção foi banida de muitas estações estado-unidenses de rádio e da BBC, devido à paranoia sobre "som de drogas".
A música é um blues simples de progressão em fa. As partes tocadas pelo trombone, pela tuba, pelo piano, pelo baixo, pela bateria e pelo tamborim permanecem praticamente na mesma melodia em todos os versos, mas a harmônica de Dylan e o seu vocal são brutalmente variados e geralmente não na mesma afinação dos outros instrumentos. Podem também ser ouvidas muitas risadas ao fundo, misturadas com um baixo volume e o próprio Dylan ri várias vezes  enquanto canta. A canção soa como se estivesse sendo tocadas por músicos sob o efeito de maconha  e isso é possivelmente proposital. De acordo com o livro de Howard Sounes Down the Highway: The Life of Bob Dylan, Dylan se recusou a tocar a música sóbrio e vários "Leprechaun Cocktails" (normalmente servidos em copos de licor) foram trazidos para o consumo da banda. Dylan não tocou no álcool, mas estava sob o efeito de drogas.
A canção alcançou o número 2 no Billboard Hot 100 e número 7 no Reino Unido.